# شريك ذا ثيرد (لعبة فيديو)
شّريك ذا ثيرد (بالإنجليزية: Shrek the Third)‏، هي لعبة أكشن-مغامرات تستند على فيلم شريك الثالث، نشرت من طرف شركة أكتيفجن، صدرت في الأسواق في مايو 2007 على منصات غيم بوي أدفانس، نينتندو دي إس، بلاي ستيشن 2، إكس بوكس 360، ونينتندو وي.

## اللعب
قصة اللعبة مبنية على الفيلم. يتعين على "شريك" العثور على "آرتي" ليجعله بمثابة ملك "البعيد البعيد"، بينما يحاول الأمير "تشارمينغ" اقتحام المدينة والاستيلاء على العرش بالقوة. يمكن للاعبين اللعب كشخصيات رئيسية من الفيلم، بما في ذلك Shrek وDonkey وPuss in Boots والأميرة فيونا وابن عم فيونا آرثر والجمال النائم. تتكون اللعبة من 20 مستوى، بعضها يتفرع من القصة الرئيسية للفيلم، وتتميز باللعب الفردي واللعب المتعدد. تختلف هذه الميزات بناءً على وحدة التحكم.